# George Calixtus

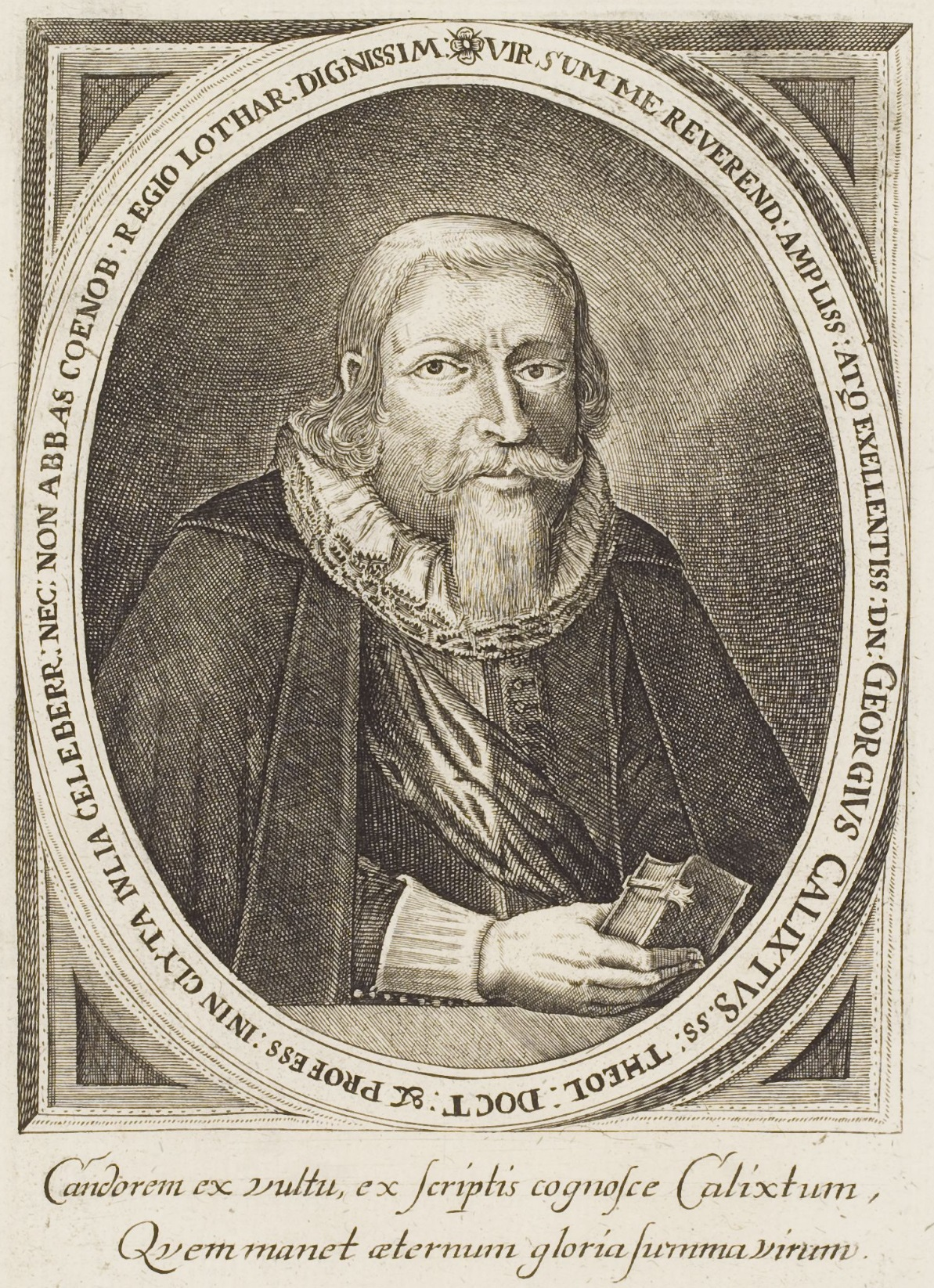
Georgius Calixtus.

Georgius Calixtus o Calisen (14 de diciembre de 1586-19 de marzo de 1656) fue un teólogo luterano alemán.
Calixtus nació en la ciudad de Medelby en Schleswig, Alemania. En 1609 comenzó un viaje de cuatro años por Alemania, Bélgica, Inglaterra y Francia. Aprendiendo las diferentes enseñanzas protestantes. Fue profesor de Teología en la  Universidad de Helmstedt desde 1614.
Intentó unir a Católicos, Luteranos y Calvinistas sobre la base de las Escrituras, El Símbolo de los Apóstoles y el consenso ecuménico de las cinco primeras centurias (El "consensus quinquesecularis"), diferenciando entre doctrinas fundamentales y no fundamentales, y separando el dogma de la ética. Por este motivo fue acusado de sincretismo por los teólogos de Wittenberg y en especial por su jefe Abraham Calovius. Pudo mantener, gracias a sus amigos, su posición en la iglesia luterana, enseñando teología, hasta su muerte en 1656 en  Helmstedt.
El término Consensus Quinquesaecularis de Calixtus fue muy popular entre algunos anglicanos latitudinarios.